# Chadwick-Beach-Baumwollmaus
Die Chadwick-Beach-Baumwollmaus (Peromyscus gossypinus restrictus) ist eine ausgestorbene Unterart der Baumwollmaus (Peromyscus gossypinus) aus der Gattung der Weißfußmäuse. Sie kam in einem sehr kleinen Areal auf der Halbinsel Manasota Key in Florida vor.

## Merkmale
Die Chadwick-Beach-Baumwollmaus war kleiner und heller als die Nominatform. Die Gesamtlänge beträgt 172 mm, die Schwanzlänge 72,5 mm, die Hinterfußlänge 22,3 mm, die Ohrenlänge 22,3 mm und die größte Schädellänge 27,6 mm. Die Breite des Jochbeins beträgt 13,9 mm, die Breite zwischen den Augenhöhlen 4,4 mm, die Nasallänge 10,9 mm und die Länge der Zähne im Oberkiefer 3,9 mm. Die Oberseite weist eine rosa-zimtfarbene Färbung auf, die insbesondere in der Rückenmitte in ein rötliches braun übergeht. Die Unterseite ist weiß mit einer hellrosa-lederfarbenen Verwaschung auf der Brust. Die Schwanzoberseite ist braun, die Unterseite ist lederfarben. Der Rückenstreifen ist schmaler als bei der Nominatform.

## Vorkommen
Die in der Erstbeschreibung erwähnte Typuslokalität Chadwick Beach bei Englewood im Sarasota County trägt heute den Namen Englewood Beach und befindet sich im südlichen Teil Englewoods im Charlotte County.

## Lebensraum und Lebensweise
Die Chadwick-Beach-Baumwollmaus bevorzugte maritime Wälder mit einer geschlossenen Baumschicht und Palmettopalmen, Virginia-Eichen sowie Bleistiftzedern als Charakterbäumen. Darüber hinaus war sie auf Küstendünen zu finden, die von dem Gras Uniola paniculata ("Sea oats") dominiert sind. Wie alle Baumwollmäuse war die Chadwick-Beach-Baumwollmaus nachtaktiv. Mehr ist über ihre Lebensweise nicht bekannt.

## Status
Die Chadwick-Beach-Baumwollmaus ist nur von 15 Exemplaren bekannt, die im März 1938 von Luther C. Goldman gesammelt wurden. Sie gilt nun als ausgestorben, da trotz intensiver Suchen im Sarasota County und Charlotte County in den Jahren 1984, 1985, 1988 und 1989 kein Exemplar mehr nachgewiesen wurde. Ursachen für das Verschwinden dieser Maus könnten die Abholzung der Wälder im äußersten Süden des Sarasota Countys sowie die Nachstellung durch verwilderte Katzen gewesen sein.